# 惣流·明日香·蘭格雷
惣流·明日香·蘭格雷是日本動畫《新世纪福音战士》的女主角之一。亦有在同名漫画版以及众多衍生作品中登场。以及在《福音戰士新劇場版》中，姓氏「惣流」变更为式波。聲優皆为宮村優子。
原版动画系列由庵野秀明编剧及导演，貞本義行负责角色設計。在故事中，明日香是一个14岁的天才美少女，驾驶EVA贰号機抗击使徒。她个性好强、富有行动力，但是随着剧情的发展，她的自尊心逐渐崩溃，内心脆弱的一面被呈现出来。其人物刻画之真实性获得许多评论的赞赏。1995年一经亮相，明日香便在公众和动画爱好者中广受欢迎。其形象特征被归为「傲嬌」屬性，影響了後世諸多動漫角色。

## 人物设定

贞本义行设计的草案

明日香由庵野秀明命名，「明日香」来源于和田慎二所作漫画《超少女明日香》的主角砂姬明日香，姓氏「惣流」和「蘭格雷（Langley）」分别来自于第二次世界大戰時的大日本帝國海軍航空母艦蒼龍號（日语同音Sōryū）和美国海军航空母艦蘭利號（Langley）。
虽然明日香是混血儿，不过在赛璐璐中皮肤的指定颜色其实和系列中另一日本籍女主角綾波零相同:67。在创作角色的时候，庵野认为明日香凭「你白痴呀？」和「Chance!」这两句台词就能受大家欢迎，并且把自身的一部分投影到角色。
在起始阶段，庵野秀明的要求是“主角是个女孩子，她身边还要有个像教练一样的大姐姐型的人物”，所以负责角色设计的贞本义行在最初把主角设计成像明日香那样的女孩子；但在制作完《飛越巔峰》和《冒險少女娜汀亞》后，贞本义行对于再次把主角设定为女孩子有些抗拒，于是建议把主角改为男孩。
在作品中，明日香是作为男生们的「偶像」来设计的，她和主角碇真嗣的关系就像《冒險少女娜汀亞》中的男女主角一样。对真嗣来说，明日香是向往的异性的象征，綾波零则是“母性”。企划书中对明日香的描述为「个性好强的女子，喜欢电子游戏，倾慕加持良治」。
明日香于电视系列第八话首次登场。庵野秀明表示，因为前六话做得比较沉闷，所以利用明日香的登场来做点轻松活泼的。庵野秀明一开始完全不知道怎么去设计，然后突然想到「你白痴呀？」这句台词的时候，明日香这个角色就浮现了出来。一开始也没打算深入挖掘明日香内心，只是随着剧情发展自然地展现明日香内心脆弱的一面。

### 配音
只要用马克笔画出明日香的画，再加上宫村优子的声音，那就已经是十二分的明日香了。——庵野秀明

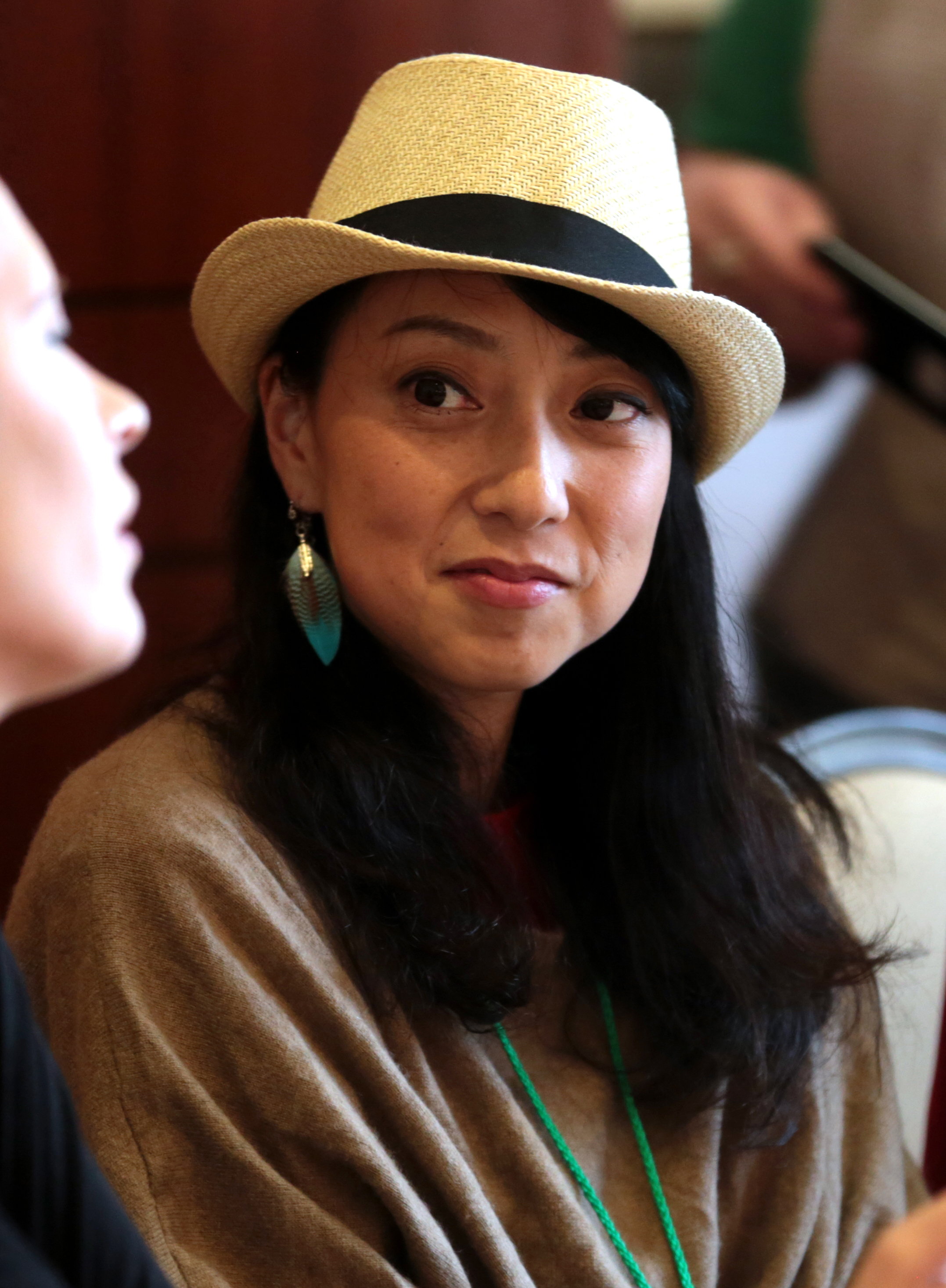
宮村優子

在原版动画系列中，明日香由女性聲優宮村優子配音。在《新世紀福音戰士劇場版》、《福音戰士新劇場版》系列电影以及系列衍生电子游戏中，明日香一角也是由她配音。唯一的例外是第22话的内心对话场面，各种不同声音的明日香同时登场，依次为三石琴乃、林原惠、长泽美树、山口由里子、岩男润子。
宫村优子在被定下来给明日香配音的时候还是个刚出道的新人，她对这份工作非常投入，听说在德国出生长大的明日香有德语会话场景，于是马上报了德语课程学习德语:43。庵野秀明认为，创作角色的时候，扮演者的反馈很重要，因此根据宫村优子而做了部分设定，比如明日香的生日与宫村同一天、幼年时的明日香所抱的布偶娃娃就是依据宫村所画的图:52。
宫村优子在配音过程中遇到了很大的挑战，她感觉到：「明日香一直不肯打开心扉。比方说，我可以在演出时与明日香达到同步率400%，不过那只是我去贴近明日香的同步，明日香并没有接近我。有时候，我发觉这是明日香的『心之壁』。[...]就算我再怎麽想拆除這道『心之壁』，但是這道『壁』卻愈築愈高。」经过多番尝试，宫村优子意识到必须连同『心之壁』一起认同明日香，不去侵入明日香的内心。宫村优子表示，给明日香配音非常痛苦，但也因此收获不少经验。 作为配音演员，宫村优子被角色所影响，电视动画播放结束后，她像明日香一样处于心神喪失状态，并且一度被暴食症所困扰。 在为《新世紀福音戰士劇場版》最后的场景重新录音时，碇真嗣的声优绪方惠美甚至仿照动画的姿势，真的掐了宫村的脖子。在台词本上，明日香最后的台词是“我死也不要被你杀掉”，但庵野在询问宫村的意见后将其改为“噁心”（気持ち悪い）。

## 特色
明日香是个富有行动力的天才少女，14岁即已自大学毕业:4，性格好强、讨厌输给别人、自尊心很强。對他人總是一副攻擊性、挑戰性的態度，面对任何事都想居于主导地位:4。但另一方面，少女的感受性也很强:4，有时也会为别人着想:4，流露出少女纯真的一面:4。不过由于她的口气不好的缘故，因此对方经常无法体会她的心情:4。由于个性好强，所以看到消极的碇真嗣、人偶般的綾波零，令她感到相当不耐烦，还有暴躁的脾氣，口头禅是「你白痴呀？」:70。与碇真嗣和綾波零不同，她對身為EVA駕駛員感到相當驕傲，并且經常配戴EVA頭部介面裝置來將頭髮綁出雙馬尾，因為她想要週遭的人知道她是EVA駕駛員。
明日香过度地自我夸示、渴求他人的认可，表现得像是有自恋型人格障碍，实际上是用来补偿她自己悲惨童年经历所造成的心理创伤。她在幼年时目睹精神失常的母亲自杀，因而造成她只能藉由向周围的人展示自己的优秀，而确认自己存在意义:4。其实她是一个想向母亲撒娇、会抱着人偶娃娃哭喊的孩子，但在母亲精神失常后，她决定不再哭泣、不再依靠他人，并努力让自己表现得像个成年人；这种行为就是心理防卫机制中的反作用形成，指压抑自己本来的欲求而采取完全相反的态度和行动。这也表明明日香有表演型人格障碍。
明日香是有四分之一日本血统的德国人，国籍却是美国:4。根据美国学者特洛特（J.P. Telotte）的说法，明日香是「日本电视科幻史上第一个可信的拥有多国血统的角色」。明日香在故事中途登场，日本动画编剧榎户洋司认为，母亲般亲密存在的綾波零和外来的明日香，这两个女主角构成黄金组合，聚集了一切男生的欲望。

## 登場表現

### 原版
依作品设定，明日香出生于2001年12月4日，是Gehirn德國分部研究员惣流·今日子·齊柏林（Soryu Kyoko Zeppelin）的女儿。2005年，她的母親參加了EVA接触實驗，實驗中发生的事故导致她的母親精神異常：她將人偶娃娃當作是自己的女兒，而“拋棄”明日香:40。不久后，明日香獲選為EVA駕駛員，她认为这个好消息可以让母親认可自己，于是跑去告訴母親；她所目击到的，却是母亲上吊自殺后的模样。从此，明日香存在的理由就变成誇示自己的存在，自尊心变得非常强:40。
时值2015年，14岁的明日香在监护人加持良治的陪同下，带着EVA贰号機前往第3新东京市NERV本部，途中遇到葛城美里、EVA初号機驾驶员碇真嗣一行人；使徒的出现，反而认为正是展示自己能力的好机会。2015年9月21日，她转学至第3新东京市立第一中学2年A班，之后搬到新监护人葛城美里家，与碇真嗣同居。
明日香擁有较高的同步率和優秀的操縱能力，因此其在与真嗣以及EVA零号機驾驶员綾波零共同歼灭使徒中，经常担任主攻手。但在不断抗击使徒后，真嗣的成绩超越了明日香，明日香的自尊心因此受到打击:52:33。自尊心受损唤起了明日香幼年时痛苦的过去，导致她与贰号機的同步率明显地下降:41。当使徒Arael出现时，明日香驾驶贰号機逞强而上，但Arael发动的心理攻击使她自我精神崩溃，而消灭Arael的正是她所鄙视为人偶的綾波零；明日香因而大受打击，自尊心至此完全粉碎:60。明日香于是将自己的内心封闭起来，但这也导致她无法启动贰号機:6:14。丧失驾驶员资格，以及倾慕的加持良治的死去，明日香自认已经没有存在理由，就这样陷入失神状态，被NERV情报部门找到后送入医院:40-41。
在剧场版中，失去意識的明日香被安置于贰号機内。明日香意识到母亲的存在后，重新振作起来，驾驶贰号機再次战斗。短短的三分钟，就重创9台EVA量产机。然而，贰号機被朗基努斯之枪贯穿后停止運作，之后又被恢复的量产机分尸。在電影最後的場景，明日香與真嗣出現在沙灘上，真嗣企圖掐死她；但是她沒有抵抗、反而伸出手撫摸真嗣的臉，真嗣于是哭著鬆開了手。明日香接着說了一句「真噁心」（気持ち悪い）结束全剧。

### 漫畫版
在貞本義行的漫畫版中，明日香跟原版一样拥有双重性格，既有乖孩子的一面，也有蠻橫、暴力的一面，但比原版更加自我中心和不成熟。为了使明日香内心辛酸的部份更加突出，貞本義行将明日香设定为一个試管嬰兒，不過涉及她母亲的背景故事大致維持原狀。 漫畫版在劇情上也有許多改變。明日香的首次登场有所不同，她在来第3新东京市途中獨自打敗一位使徒，而且是通过碇真嗣等人观看影片簡報來描述。明日香之后则没能再独自歼灭使徒，再之后又败给使徒并被真嗣所救，自尊心因此而大受打击。迎击使徒Arael时，明日香遭受使徒的心理攻击后精神崩溃，因此失去意识而住院。相比原版，其间她跟真嗣互動相關的劇情遭到大量刪除，而她仍然更多地依恋加持良治。其后，明日香意识到母亲于贰号機的存在后重新振作起来，驾驶贰号機与量産機战斗，与原版不同的是，她被擊敗並哭救，而真嗣及时趕到現場搭救。在漫画结尾，在一个没有EVA、使徒相关记忆的世界，明日香与真嗣偶遇，虽然彼此都不认识，但又好像被命运所吸引。

### 新劇場版
在《福音戰士新劇場版》系列电影中，明日香的姓名变更为「式波·明日香·蘭格雷」，「式波」来自于日本海上自衛隊綾波型護衛艦4号舰「敷波」（日语同音Shikinami）；姓氏的变更依然是庵野秀明的选择，因为他更改了EVA驾驶员的设定。在系列第二部《福音戰士新劇場版：破》中，明日香从欧洲来到NERV总部，以驾驶EVA2号机漂亮地消灭一位使徒的方式首次登场，且軍階為上尉。與原版一样，明日香与碇真嗣一同在葛城美里家同居，并转学至同一学校班级。不同的是，明日香對加持良治沒有任何恋愛感情，而且更加無社會性，倾向独自活动，并喜好玩掌机。在迎击下一位使徒时，明日香与碇真嗣和綾波零三人合作，才成功将使徒歼灭。明日香发现自己无法独自歼灭使徒，但没有像原版一样受到致命的打击，反而开始慢慢改变，懂得替別人著想，也願意跟別人接触，在與真嗣的同居生活下，也喜歡上真嗣，會因為真嗣與凌波麗關係而吃醋，在EVA3號機送來日本啟動測試時自願擔任測試駕駛員，还首次跟他人（葛城美里）坦白心事。但在测试时，3號機被使徒侵占，之後被換上替身系統的初號機擊潰，明日香遭受使徒的精神污染又因初号机的袭击而重傷。
在接下来的系列第三部《福音戰士新劇場版：Q》，时间来到14年后，但明日香和其他EVA驾驶员一样受到诅咒并没有长大，同時將抑制栓插在左眼封印第9使徒，外觀則以眼罩遮住。明日香和葛城美里等人加入了反NERV组织，明日香驾驶EVA改2号机战斗，并在艰难的战斗中舍弃EVA，使之自爆与敌人同归于尽。明日香最终牵引着精神崩溃的碇真嗣向前行进。
於最後一部《新·福音戰士劇場版𝄇》，揭露了式波和綾波一樣都是被創造出來的適格者系列，只是明日香為式波系列唯一僅存。明日香對喪失生存意志的真嗣感到失望與擔心，但仍不時關愛他，包含強行餵食他與刻意包住自己的DSS項圈，尾隨離家出走的真嗣並讓綾波零（暫稱）替自己送飯，並在不遠處觀察。決戰前明日香繞路來到真嗣房間，向真嗣告白14年前的便當很好吃、那時候真的喜歡上對方，然而現在她比真嗣更早成為了大人。決戰時，明日香駕駛新2號機對陣第13號機，拔出抑制栓解放使徒之力，但其實一切都是NERV的算計，她在突然啟動的第13號機一擊之下崩潰，遭到第13號機吞噬。最後在負宇宙、靈魂的世界裡，真嗣向明日香坦白，表示也喜歡過明日香，接著讓她重新恢復肉體便將插入栓射出第13號機，將她送回原來的世界，傳送到劍介家旁邊。但场景转换后，在真嗣最终落脚的世界中，在真嗣对面的月台上，除了可以看到丽和渚薰在一起交谈的同时也可以看到左边的座椅上坐着一个与明日香有着同样的髮色与髮型，疑是明日香。

## 反应与人气

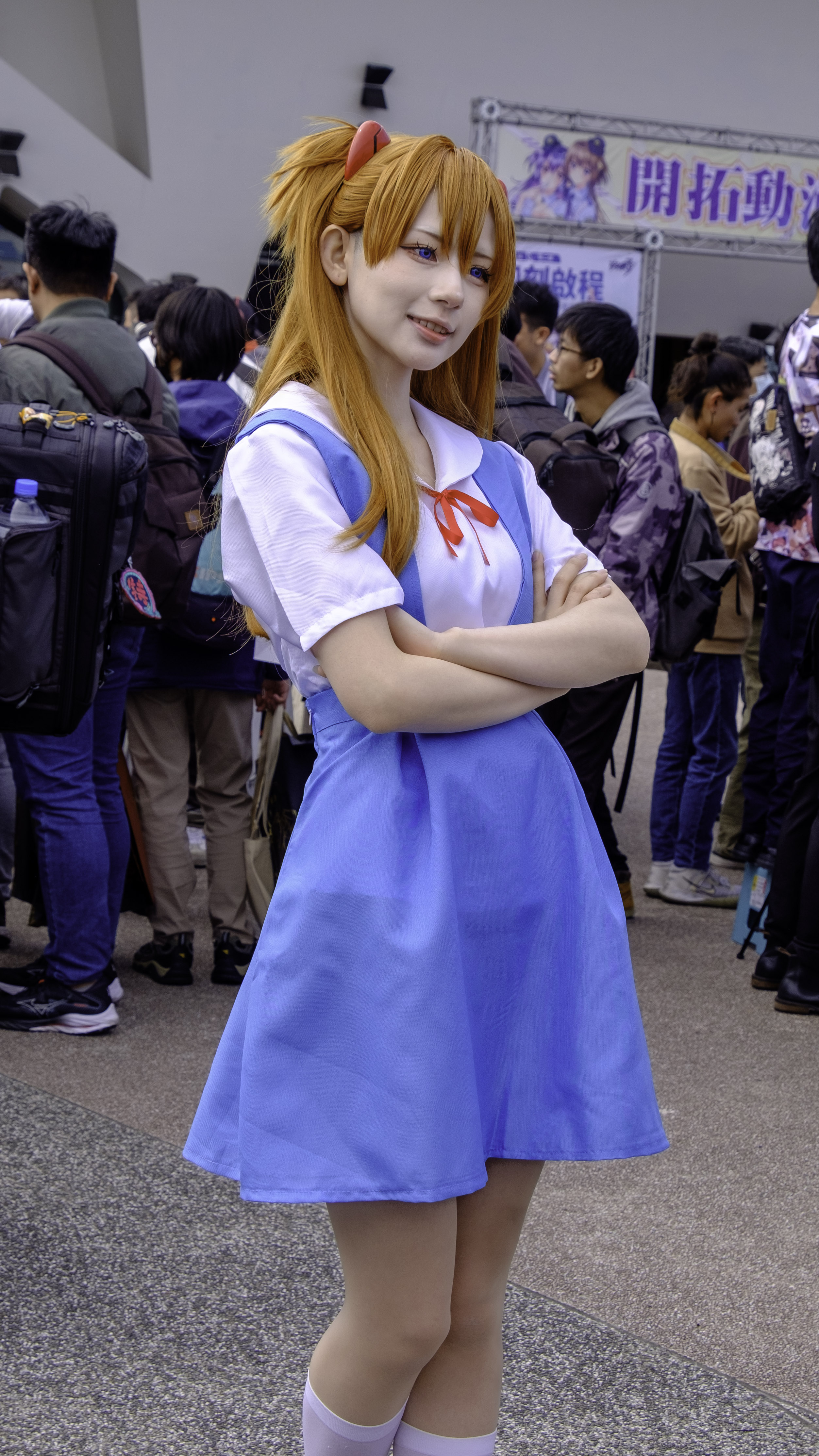
扮装成明日香的Cosplayer

在日本动画杂志《Animage》的「Anime Grand Prix」年度调查投票中，明日香在1995年度女性角色榜中排名第三，仅次于同系列的另一女主角綾波零以及《魔法騎士》的獅堂光；在之后两年的排名中均保持在前十，分别是1996年度第四、1997年度第六。该杂志提供的角色人气调查显示，明日香所获票数居1996年8月第三、1997年3月第六、1998年7月第七。其人气在另一动画杂志《月刊Newtype》也得到体现，在该杂志所提供的人气女性角色月度排行榜中，明日香在2009年8月和9月蝉联第一。次年3月刊登的1990年代人气女性角色的调查显示，明日香排名第三，仅次于綾波零以及《美少女戰士》的月野兔。
明日香最初远不及綾波零那么有吸引力和受欢迎，但是在新剧场版推出后，明日香的人气超过了綾波零，官方在2019年发表的人气投票以及NHK在2020年举行的「全福音战士大投票」均显示，明日香是该系列最受欢迎的角色。庵野秀明对此解释说，电视版的綾波零更具魅力，那是因为她是谜一般的存在；但是，谜题解开后其魅力就会减弱。明日香则是作为一个纯粹的角色被创作出来的，解开谜题也不会影响其魅力。
2012年，富士电视台询问了约14000名观众，关于他们的最佳动画女主角，结果显示明日香获得第22名。在動畫新聞網2016年公布的日本动漫界「最強機器人駕駛員」调查中，明日香获得第五名，是排名最高的女性驾驶员。同时也被動畫新聞網选为七大输不起的角色之一。
在日本RecoChoku用户2009年投票选出的最想娶回家的女性动画角色排行榜中，明日香排名第十。日本goo网站于2017年进行了截然相反的调查，结果显示明日香是第16打死也不想娶的女性动画角色。明日香成為不少宅男的「女神」，有台灣宅男就在婚禮上大玩Cosplay，兩位新人分别扮裝成碇真嗣和明日香。
许多动漫评论员和媒体对明日香的性格予以褒扬抑或批评。AnimeCritic的皮特·哈科夫（Pete Harcoff）欣赏明日香所带来的轻松喜剧效果，但同时称其为「惹人嫌的鼻涕虫」。THEM动画评论网的拉斐尔·西伊（Raphael See）也表达了类似的观点，他在论及《新世纪福音战士》的角色令人讨厌的地方时，将明日香描述为「傲慢的鼻涕虫」。IGN网站给出了不同的看法，并将明日香评选为第13伟大的日本动画角色。解说道，从表面上看，明日香是一个简单的角色；但是随着故事发展，从而揭示出她的骄傲自大所掩盖的更深层的情感和更深刻的心理问题。她是一个悲剧人物，但也正是这一点使她如此迷人。
角色的真实性获得赞赏，CBR.com的安东尼·格拉穆利亚（Anthony Gramuglia）表示，明日香从傲慢自大到抑郁沮丧的堕落是日本动画史上最迷人的人物故事之一。明日香被广泛地认为是动漫界傲嬌角色的代表之一，甚至被认为是傲娇鼻祖。但也有指出明日香并不是傲嬌，至少不是一个典型的傲嬌角色，因为明日香的高傲又強勢只是為了掩飾她自己的脆弱。日本charapedia網站强调，明日香不同于一般的傲娇角色，因为关于她的心理描写非常自然而不刻意，这是其极大魅力的所在。CBR.com也称其为最切实际的傲娇角色。明日香的著名台詞「你白痴呀？」（あんたバカ？）曾一度十分流行。

## 文化营销及影响
许多以明日香为主题的周边商品也陆续推出，有人物写真集、眼镜、手办模型、可動人偶、服饰、内衣、限量发行的高价模型等。其各式各样的手办模型非常受欢迎，为制作公司带来了可观的收益:126。
由于商业合作，明日香在各种游戏中也有客串登场过，如《LINE Rangers 銀河特攻隊》、《怪物彈珠》、《熱情傳奇》、《龍族拼圖》、《召喚圖板》、《Hortensia SAGA 蒼之騎士團》、《神域召喚》、《貓咪大戰爭》、《崩壞3rd》以及《幻塔》。
在电视动画的最终话中，有一段描写另一种可能性的世界，在这个世界中，明日香是一个普通的中学生，与真嗣是青梅竹馬，她对真嗣抱有好感却不会坦率地表现出来。这一设定在一些衍生作品中得到继承，如《新世紀福音戰士：鋼鐵戀人2nd》、《新世紀福音戰士：碇真嗣育成計畫》。在《新世纪福音战士》各种衍生作品中，明日香也有出场，如《新世紀福音戰士：鋼鐵戀人》、《新世纪福音战士：绫波育成计划与明日香补完计划》、《新世紀福音戰士：學園墮天錄》。有的则会出现很大的不同，如《福音小戰士》中，角色都變成可愛的Q版人物。除了新世紀福音戰士相關作品以外，明日香也有参演超級機器人大戰系列多部作品，并在动画的福音战士联动回第31话、的福音战士联动回第21话以及劇場版《來自未來的神速ALFA-X》中出场。
一些日本名人通过Cosplay来表示对角色的喜爱，其中著名的有被称为EVA艺人的樱稻垣早希、島崎遙香、9nine成员村田寬奈、田中麗奈、德井青空。2019年12月，2020年中華民國立法委員選舉民主進步黨提名之候選人賴品妤為競選造勢，她在集会活动上Cosplay明日香，获得极大人气。
明日香奠定了動漫角色「傲嬌」屬性，其形象和性格特征被后世一些角色引用和模仿，如《迷糊女戰士》的女主角、《高機動交響曲GPO》的芝村舞、《可塑性記憶》的絹島滿、《鬥陣特攻》的D.Va。而在《格鬥天王 極限衝擊2》中，蕾歐娜·海頓有一套類似明日香的戰鬥服裝，也有一套是類似綾波零所穿的服飾。受影响的还有彩虹乐团的歌曲《あなた》，负责作曲的tetsu看过电影《新世紀福音戰士劇場版》后，抱着希望明日香打开心扉的想法创作了该曲。

## 备注
1. ↑  作品中并未提及出生年份，参考来源于官方监修的分册百科杂志《EVANGELION CHRONICLE》[36]
2. ↑  「今日子」与「明日香」同样来源于和田慎二的漫画，「齊柏林」来自于納粹德國海軍的齊柏林伯爵號航空母艦。[2][3]